# Nelipivka
Nelipivka (en ukrainien : Неліпівка, en russe : Нелеповка, Nelepovka) est une commune urbaine de l'est de l'Ukraine, dans l'oblast de Donetsk, dépendante du raïon de Bakhmout. Elle était peuplée de 977 habitants en 2022.

## Géographie
La commune est située à la confluence des rivières Zalizna et Krivyï Torets, dans le bassin hydrographique de la rivière Donets, principal affluent du fleuve Don. Elle se situe dans une zone de conurbation autour des villes industrielles de Toretsk et de Zalizne. Elle est limitrophe de la commune urbaine de Niou-Iork, située juste au sud. Elle est située à 39 km au nord de la ville de Donetsk.